# 海渊镇
海渊镇，是中华人民共和国广西壮族自治区崇左市宁明县下辖的一个乡镇级行政单位。

## 行政区划
海渊镇下辖以下地区：
正街社区、新西街社区、海湾村、思州村、驮零村、驮邓村、那明村、什八村、峙北村、那禄村、北岩村、那功村、友福村、那才村、蔗园村、三台村和桐骨村。